# Giulio De Florian
Giulio De Florian (Ziano di Fiemme, 13 gennaio 1936 – Cavalese, 17 febbraio 2010) è stato un fondista italiano.

## Biografia
Ha ottenuto il primo risultato di rilievo ai Campionati italiani del 1958, quando vinse la gara di staffetta in squadra con Giuseppe Steiner e Federico De Florian; venne quindi arruolato nella Guardia di Finanza e inserito nel suo gruppo sportivo.
In carriera ha preso parte a tre edizioni dei Giochi olimpici invernali, Squaw Valley 1960 (14° nella 15 km, 11° nella 30 km, 5° nella staffetta), Innsbruck 1964 (18° nella 15 km, 5° nella staffetta) e Grenoble 1968 (15° nella 15 km, 5° nella 30 km, 6° nella staffetta) e a tre dei Campionati mondiali, vincendo due medaglie di bronzo.
Cessata l'attività agonistica, ha continuato a prestare servizio nella Guardia di Finanza e partecipato all'organizzazione di varie edizioni della Marcialonga e dei Mondiali della Val di Fiemme del 2003.

## Palmarès

### Mondiali
- 2 medaglie:
  - 2 bronzi (30 km a Zakopane 1962; staffetta a Oslo 1966)

### Campionati italiani
- 15 ori[1]